# الحب والرعب (فلم)
المرشد فيلم دراما مصري من إنتاج عام 1991، من إخراج كريم ضياء الدين، وبطولة: شريهان، محمود الجندي، حسين الشربيني، محمد خيري، نعيمة الصغير، ناهد سمير.

## قصة الفيلم
تعود الدكتورة هند من أمريكا مع طفلتها ومعها أيضًا جثمان زوجها ثم تترك طفلتها في دار الحضانة وتستأجر شقة مفروشة ثم تتجول هند بين الحانات والبارات وتصل إلى حالة السكر البين فيقوم أحد الشباب باختطافها واغتصابها. تذهب إلى حبيبها السابق أحمد وتقضي ليلتها في شقته ويتورطان بعد أن يكثران من شرب الخمر. تعترف هند لأحمد بأنها مريضة بالإيدز، ينهار ويقرر اللجوء إلى أحد الأطباء الذي يؤكد له أن فيروس الإيدز انتقل إليه. يقوم بالإبلاغ عن هند التي انتقل إليها المرض عن طريق الزوج. تقرر عصابة استخدام هند لقتل زعيم عصابة وترضخ هند بعد أن يخطفوا واليديها وطفلتها للضغط عليها، وينتقل المرض للزعيم الأول الذي قام بالاتفاق معها إذ تخونه زوجته مع زعيم العصابة الثانية بعد معاشرته لهند. وفي النهاية تلجأ هند للبوليس للكشف عن العصابة وتسلم نفسها.

## وصلات خارجية
- صفحة الفيلم على موقع السينما